# Norra Stavseltjärnen
Norra Stavseltjärnen är en sjö i Bräcke kommun i Jämtland och ingår i Ljungans huvudavrinningsområde.